# Packera candidissima
Packera candidissima là một loài thực vật có hoa trong họ Cúc. Loài này được (Greene) W.A.Weber & Á.Löve mô tả khoa học đầu tiên năm 1981.